# Euphorbia Journal
Euphorbia Journal (abreviado Euphorbia J.) es una revista ilustrada con descripciones botánicas que es editada en California (Estados Unidos) desde el año 1983.